# Police United FC
El Police United Football Club és un club de Belize de futbol de la ciutat de Belmopan.

## Palmarès
- Lliga Premier de Belize de futbol: [4]
  - 2012-13 (C), 2015-16 (A)